# ميراندا ميلر
ميراندا ميلر (بالفرنسية: Miranda Miller)‏ (و. 1990  م) هي دراجة كندية، ولدت في سكواميش، كولومبيا البريطانية.

## سباقات أو مراحل فاز بها
| التاريخ | السباق | المركز |
| ------- | ------ | ------ |

## روابط خارجية
- ميراندا ميلر على موقع أرشيف الدراجات (الإنجليزية)
- ميراندا ميلر على موقع MTB Data (الإنجليزية)